# اشتفن بلوخویتس
اشتفن بلوخویتس (انگلیسی: Steffen Blochwitz؛ زادهٔ ۸ سپتامبر ۱۹۶۷) ورزشکار دوچرخه‌سواری پیست اهل آلمان است.
وی در مسابقات کشوری و بین‌المللی در مجموع برندهٔ ۱ مدال طلا، ۳ مدال نقره، ۱ مدال برنز شده‌است.